# Argonautoidea
Argonautoidea Cantraine, 1841 è una superfamiglia di molluschi cefalopodi dell'ordine Octopoda (sottordine Incirrata).

## Descrizione

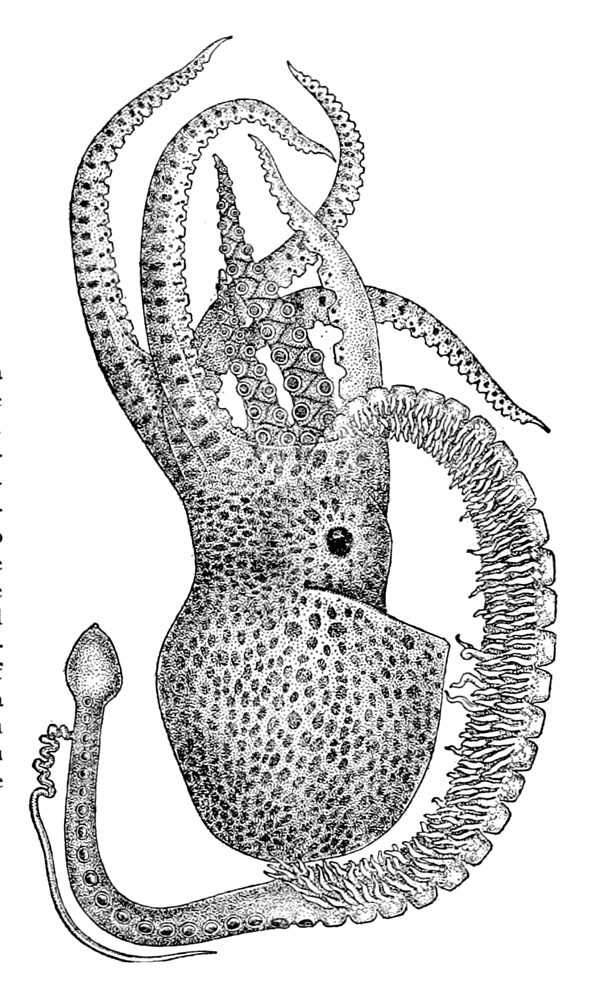
Maschio di Tremoctopus violaceus

Le specie di questa sottofamiglia si caratterizzano per un marcato dimorfismo sessuale, che raggiunge l'acme in Tremoctopus violaceus: la femmina può raggiungere i 2 m di lunghezza, mentre il maschio non supera i 2,4 cm, ciò significa che la femmina può essere fino a 100 volte più grande del maschio e 40 000 volte più pesante. Nelle altre specie le femmine misurano da un paio di decimetri a due metri, mentre il maschio generalmente non supera i tre centimetri; solo in Haliphron la differenza fra i due sessi è meno drammatica, raggiungendo il maschio i 30 cm di lunghezza.
L'ectocotile del maschio è molto più lungo delle altre braccia e normalmente si trova avvolto all'interno di una tasca posta sotto l'occhio destro; al momento dell'accoppiamento, la tasca si apre, il braccio si svolge e, col suo carico di spermatofore, si introduce nella femmina, staccandosi, per autotomia, dal corpo del maschio.
Un carattere sinapomorfico di questo raggruppamento è rappresentato dalla presenza di pori acquiferi cefalici (due coppie in Tremoctopus, una coppia sulla sola faccia ventrale in Ocythoe).

## Biologia
Gli ottopodi della superfamiglia Argonautoidea sono cefalopodi olopelagici, cioè che compiono il loro intero ciclo biologico in mare aperto. Essi hanno infatti sviluppato adattamenti per vivere nell'habitat pelagico, grazie all'evoluzione di alcuni caratteri che riguardano principalmente l'incubazione delle uova e la capacità di galleggiamento.
Negli Argonautidi le femmine hanno risolto il duplice problema dell'incubazione delle uova e del galleggiamento con un unico espediente evolutivo, lo sviluppo di una pseudoconchiglia, con funzione di ooteca, in grado di intrappolare l'aria. La pseudoconchiglia si forma grazie alla produzione di materiale calcareo da parte delle braccia dorsali. Analogo adattamento si osserva nei Tremoctopodidi, ma in questo raggruppamento la produzione di materiale calcareo è limitata a una piccola concrezione situata alla base della faccia interna delle braccia dorsali, cui aderiscono le uova fecondate, che la femmina accudisce sino alla schiusa; il problema del galleggiamento è stato risolto con lo sviluppo di una vescica natatoria, simile a quella dei pesci. Un analogo organo idrostatico è presente anche negli Alloposidi; le femmine di questa famiglia incubano le uova sull lato orale della base delle braccia, vicino alla bocca. Gli Ocitoidi infine sono gli unici cefalopodi ad aver sviluppato la ovoviviparità, cioè le uova sono incubate e si schiudono all'interno dell'organismo materno, dando alla luce piccoli già vitali; anche loro sono dotati di un organo di galleggiamento simile alla vescica natatoria dei pesci.

## Tassonomia
La superfamiglia comprende le seguenti famiglie:
- Alloposidae Verrill, 1881 (1 specie)
- Argonautidae Tryon, 1879 (4 spp.)
- Ocythoidae Gray, 1849 (1 sp.)
- Tremoctopodidae Tryon, 1879 (4 spp.)

### Filogenesi
Argonautoidea è generalmente ritenuto un raggruppamento monofiletico, molto probabilmente evolutosi da un progenitore bentonico, ma le sue relazioni filogenetiche con gli altri octopodi incirrati non sono state ancora del tutto ben chiarite.
Alcuni studi inquadrano Argonautoidea come "sister clade" di tutti gli altri Incirrati.
Più recentemente, studi basati sul DNA mitocondriale hanno riconosciuto invece Argonautoidea e Octopodidae come sister taxa, ma gli stessi studi sollevano dubbi sulla monofilia del raggruppamento Octopodoidea.
|  | Eledonidae |
|  | |
|  | \| \| Megaleledonidae \| \| \| \| \| \| Amphitretidae \| \| \| \| \| \| Bathypolypodidae \| \| \| \| \| \| Enteroctopodidae \| \| \| \| \| \| Octopodidae \| \| \| \| |
|  | |
|  | Megaleledonidae |
|  | |
|  | Amphitretidae |
|  | |
|  | Bathypolypodidae |
|  | |
|  | Enteroctopodidae |
|  | |
|  | Octopodidae |
|  | |

|  | Megaleledonidae  |
|  |                  |
|  | Amphitretidae    |
|  |                  |
|  | Bathypolypodidae |
|  |                  |
|  | Enteroctopodidae |
|  |                  |
|  | Octopodidae      |
|  |                  |

|  | Eledonidae |
|  | |
|  | \| \| Megaleledonidae \| \| \| \| \| \| Amphitretidae \| \| \| \| \| \| Bathypolypodidae \| \| \| \| \| \| Enteroctopodidae \| \| \| \| \| \| Octopodidae \| \| \| \| |
|  | |
|  | Megaleledonidae |
|  | |
|  | Amphitretidae |
|  | |
|  | Bathypolypodidae |
|  | |
|  | Enteroctopodidae |
|  | |
|  | Octopodidae |
|  | |

|  | Megaleledonidae  |
|  |                  |
|  | Amphitretidae    |
|  |                  |
|  | Bathypolypodidae |
|  |                  |
|  | Enteroctopodidae |
|  |                  |
|  | Octopodidae      |
|  |                  |

|  | Megaleledonidae |
|  |                 |
|  | Amphitretidae   |
|  |                 |

|  | Argonautoidea |
|  |               |
|  | Octopodidae   |
|  |               |

|  | Megaleledonidae |
|  |                 |
|  | Amphitretidae   |
|  |                 |

|  | Argonautoidea |
|  |               |
|  | Octopodidae   |
|  |               |

|  | Megaleledonidae |
|  |                 |
|  | Amphitretidae   |
|  |                 |

|  | Argonautoidea |
|  |               |
|  | Octopodidae   |
|  |               |

|  | Megaleledonidae |
|  |                 |
|  | Amphitretidae   |
|  |                 |

|  | Argonautoidea |
|  |               |
|  | Octopodidae   |
|  |               |

### Alcune specie

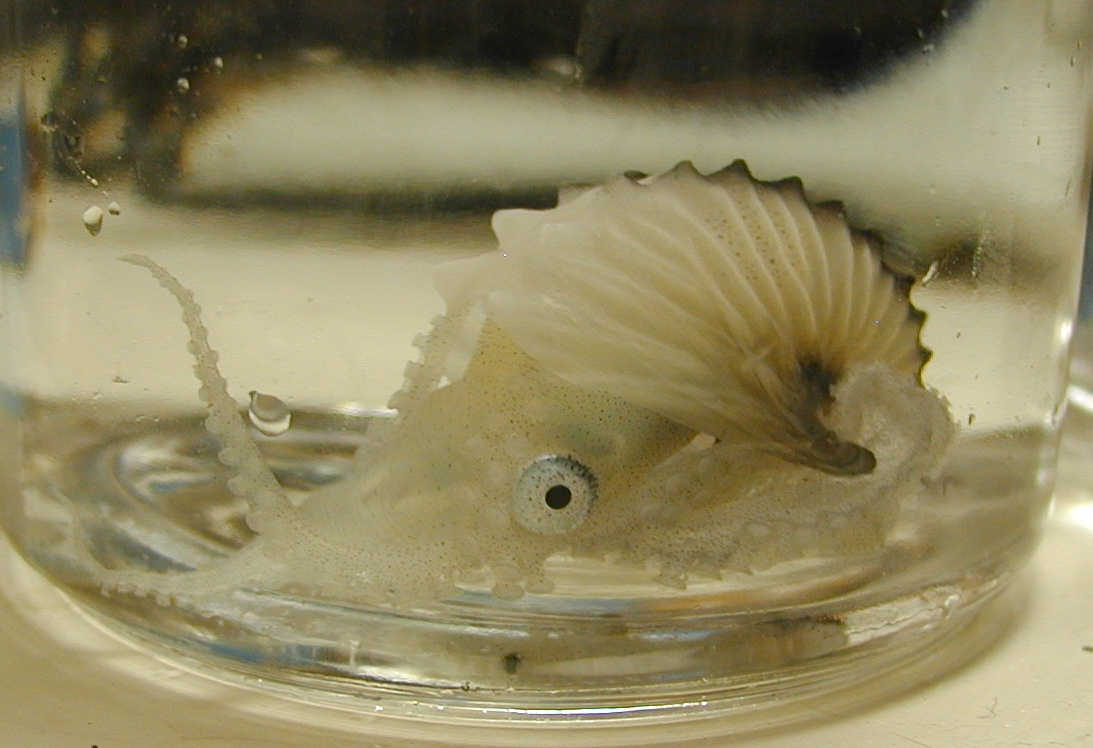
Argonauta argo
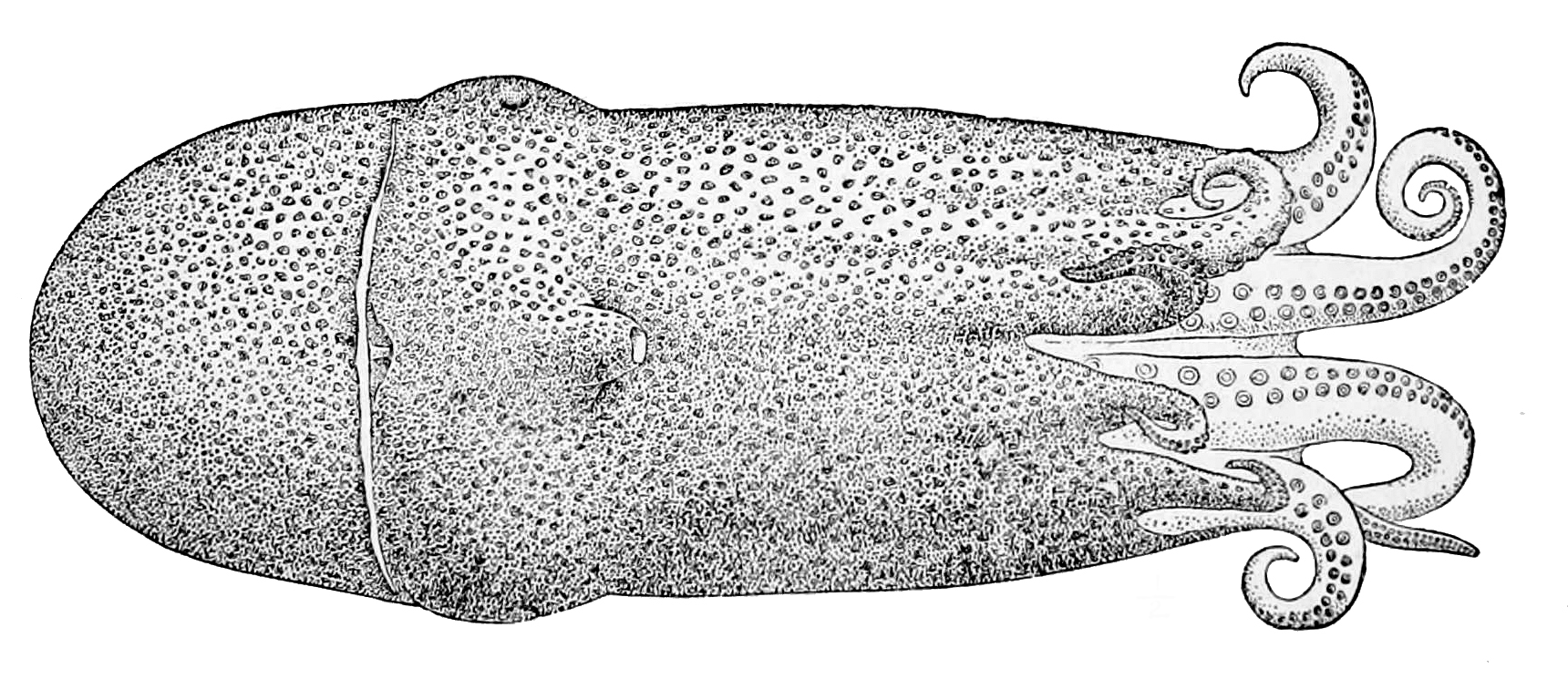
Haliphron atlanticus
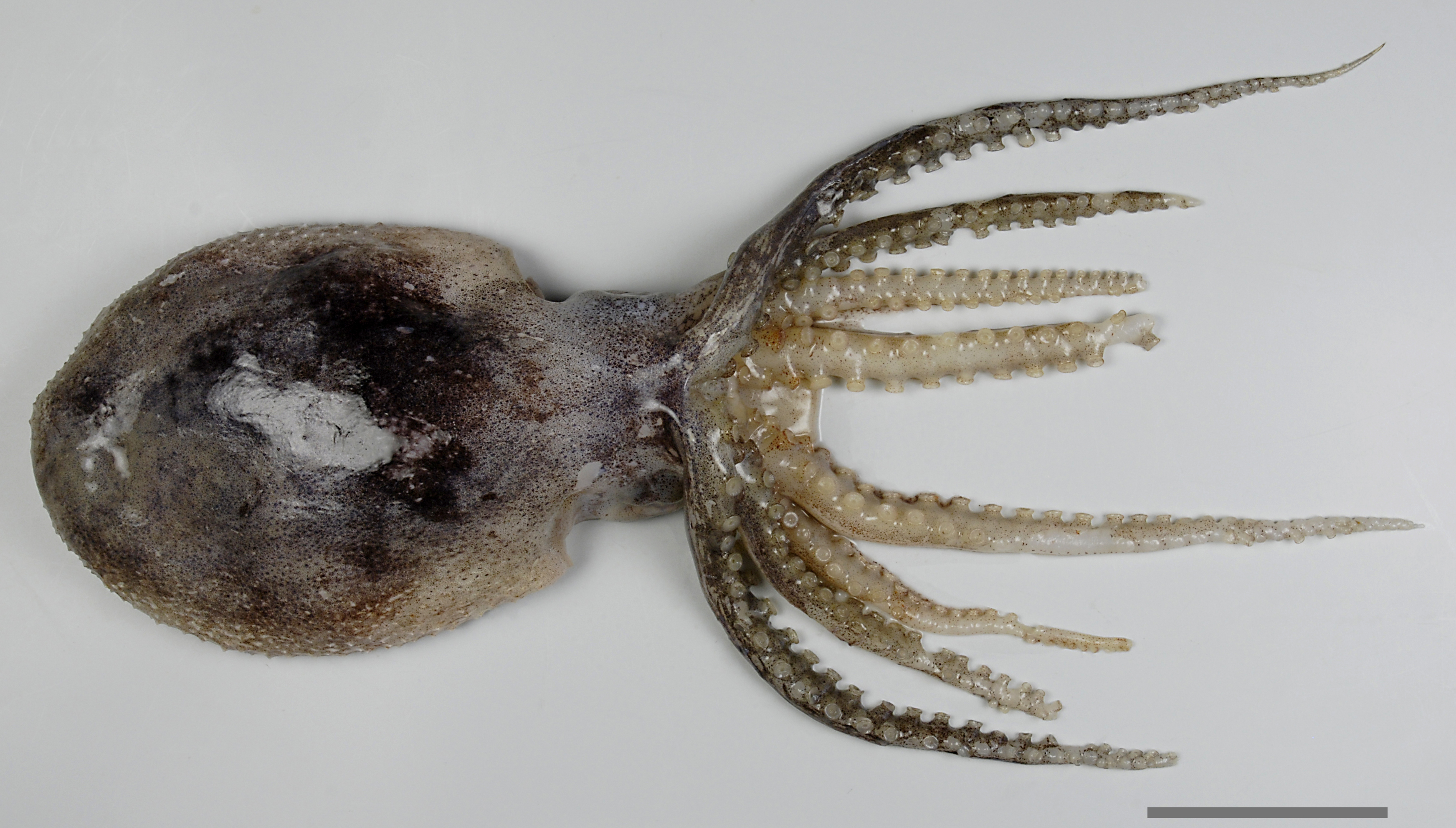
Ocythoe tuberculata
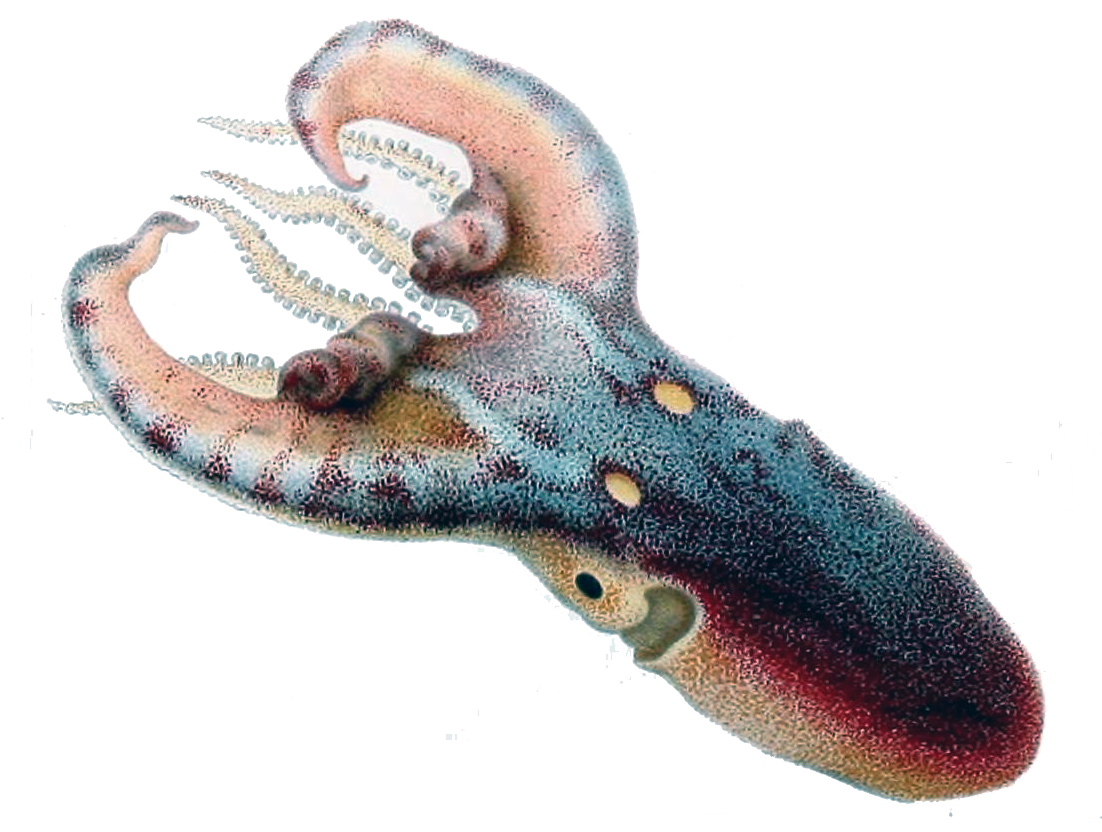
Tremoctopus violaceus